# Comuna Karabiivka, Teofipol
Karabiivka (în ucraineană Карабіївка) este o comună în raionul Teofipol, regiunea Hmelnîțkîi, Ucraina, formată din satele Karabiivka (reședința) și Kotiurjînți.

## Demografie
Componența lingvistică a comunei Karabiivka
     Ucraineană (99,32%)
     Alte limbi (0,68%)
Conform recensământului din 2001, majoritatea populației comunei Karabiivka era vorbitoare de ucraineană (99,32%), existând în minoritate și vorbitori de alte limbi.